# Oberer Landwiersee
Oberer Landwiersee är en sjö i Österrike.   Den ligger i förbundslandet Salzburg, i den centrala delen av landet, 230 km sydväst om huvudstaden Wien. Oberer Landwiersee ligger 2 135 meter över havet.
Trakten runt Oberer Landwiersee består i huvudsak av gräsmarker. Runt Oberer Landwiersee är det glesbefolkat, med 20 invånare per kvadratkilometer.